# Podskalská celnice
Podskalská celnice je gotická budova z doby kolem roku 1500, sídlo bývalé celnice, kde se vybíralo clo z plaveného dřeva. V současné době je sídlem muzea vorařství a osady Podskalí.

## Historie

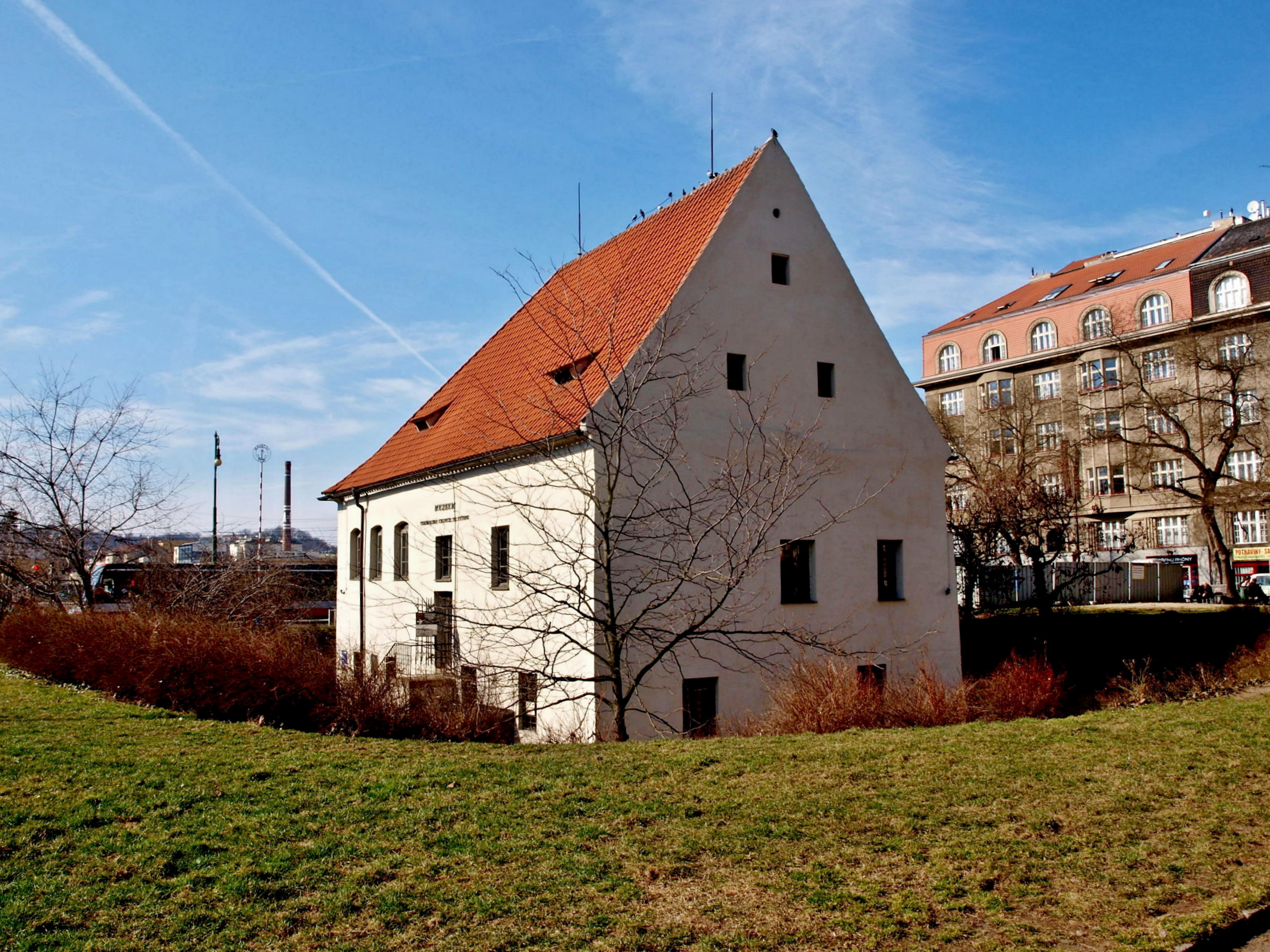
Zadní strana celnice

Podskalská celnice na Výtoni vznikla kolem roku 1500 a společně s barokně přestavěným kostelem svatých Kosmy a Damiána v areálu Emauzského kláštera je jedinou dochovanou památkou někdejší rybářské osady Podskalí. Ve středověku byla vlastníkem celnice vyšehradská královská kapitula, později přešla do majetku Nového Města pražského.
Poněkud utopená poloha budovy pod úrovní okolního terénu je dána navýšením nábřeží kvůli častým povodním, kdy budova celnice zůstala v původní výšce. V roce 1908 celnici odkoupilo město Praha, díky čemuž se zachovala a slouží jako památka na rázovitý život ve starém Podskalí. V roce 1939 byla budova převedena do vlastnictví Muzea hlavního města Prahy, které zde po druhé světové válce otevřelo první historickou expozici. V roce 2003 byla po celkové rekonstrukci znovu otevřena, a obnovena někdejší plavecká hospoda v přízemí.

## Popis
Dvoupodlažní kamenný objekt má renesanční bosovaný portál z pískovce a nad ním ve štítu plastický znak spojených měst pražských z roku 1792. Dům má v 1. patře trámové stropy.
V přízemí sídlí restaurace, v prvním patře se nachází Muzeum v podskalské celnici na Výtoni. Zde bývala stálá expozice dějin k Podskalí a jeho asanace a řeky Vltavy. V 90. letech byla nahrazena dočasnou výstava, kterou zlikvidovala povodeň roku 2002. Po celkové rekonstrukci domu byla budova celnice v roce 2003 zpřístupněna a 2015 doplněna novou stálou expozicí. Půda slouží jako depozitář spolku Vltavan.

## Funkce objektu
Původní funkcí celnice byl výběr cla vytínáním části dřeva plaveného z Vyššího Brodu po Vltavě. Od této činnosti pochází název Výtoň části vltavského nábřeží Podskalí. Clo od plavců vybíral nejdříve staroměstský klášter sv. Jakuba, později město prostřednictvím Podskalské radnice (zbořené za asanace), kde měli plavci svůj cech (tzv. pořádek). Erár předával platby do takzvaného navigačního fondu řeky Vltavy.